# Oxyopes africanus
Oxyopes africanus là một loài nhện trong họ Oxyopidae.
Loài này thuộc chi Oxyopes. Oxyopes africanus được Embrik Strand miêu tả năm 1906.